# Пангасіус велетенський
Пангасіус велетенський (Pangasius sanitwongsei) — вид риб з роду Пангасіус родини Акулячі соми ряду сомоподібні. Інші назви «пангасіус Санітвонса» (на честь Сувапхан Санітвонса), «чингисхан», «високплавцевий акулячий сом», «великий сом Чао-Прайя», «тайська акула».

## Опис
Загальна довжина сягає 3 м при вазі 300 кг. Середня довжина становить 50 см. Голова дуже широка, пласка. Кінець морди округлий. Очі маленькі. Рот дуже широкий. Сошникові та піднебінні зуби об'єднані в одну довгу серпоподібну лінію. Вусики тонкі і відносно короткі, верхня пара трохи довше. На першій дузі зябер є 16—21 зябрових тичинок. Тулуб великий, масивний, трохи сплощено з боків, вкрито пухкими лусочками. Скелет становить 50—52 хребців. Плавальний міхур повністю знаходить в області черева. Спинний плавець складається з 2 жорстких та 7 м'яких променів. Жировий плавець маленький. Перший промінь грудних та черевних плавців продовжується у нитку. Грудні плавці великі (можуть сягати 60 см). Черевні плавці майже дорівнює грудним. Анальний плавець доволі довгий: з 4 жорстких та 26 м'яких променів. Хвостовий плавець дуже великий, сильно виїмчастий, лопаті витягнуті.
Молоді соми доволі темні, з віком стають сріблястими або матово-сірими. Черево значно світліше. По спині проходить темна смужка. Спинний, жировий, грудні та черевні плавці чорного кольору. В анальному та хвостовому плавцях чорними є кінчики, основа у них — бежевого або сріблястого кольору.

## Спосіб життя
Є бентопелагічним сомом. Зустрічається великих річках (молодь — у дрібних протоках). Утворює невеличкі косяки. Доволі активна риба. Здійснює міграції під час сухого сезону до більш глибоких частин водойм, а також в сезон дощів. Живиться рибою та ракоподібними, а також полює на птахів. Молодь полює на комах та їх личинки.
Нерест відбувається перед сезоном дощів: з травня до липня. Але місця нерестовища поки не виявлено. Ікра є липкою, становить діаметр 2—2,5 мм після появи мальки мігрують вниз за течією. До середин червня досягають 10 см.
Є об'єктом промислового вилову, внаслідок цього опинилася на межі зникнення. Як приманку місцеві рибалку часто застосовують мертвого собаку.
Тривалість життя становить 13 років.

## Розповсюдження
Мешкає в басейні річок Меконг та Чао-Прая — в межах Таїланду, Камбоджі, Лаосу, В'єтнаму, південної КНР.